# لاورا آرتس
لاورا آرتس (انگلیسی: Laura Aarts؛ زادهٔ ۱۰ اوت ۱۹۹۶) بازیکن واترپلو زن اهل هلند است.